# Billy-sur-Ourcq
Billy-sur-Ourcq är en kommun i departementet Aisne i regionen Hauts-de-France i norra Frankrike. Kommunen ligger  i kantonen Oulchy-le-Château som ligger i arrondissementet Soissons. År 2022 hade Billy-sur-Ourcq 195 invånare.

## Befolkningsutveckling
Antalet invånare i kommunen Billy-sur-Ourcq
Referens: INSEE